# 2022년 철도
2022년 철도는 2022년에 일어난, 철도의 사건을 정리하는 페이지이다.

2021년 철도 - 2022년 철도 - 2023년 철도

## 개통

### 1월
- 1월 1일
  - ● 인천국제공항철도의 직통열차가 운행을 재개할 예정이었지만 코로나바이러스감염증-19 사태로 무기한 연기되었다.
  - ● 서울 지하철 7호선 까치울역 ~ 부평구청역 구간의 운영권이 서울교통공사에서 인천교통공사로 이관되었다.

### 3월
- 3월 19일 - ● 수도권 전철 4호선 진접선 당고개역~진접역 구간이 개통하였다.
- 3월 22일 - 경부선 서대구역이 개통되었다.

### 5월
- 5월 28일
  - ● 서울 경전철 신림선 샛강역~관악산역 구간이 개통되었다.
  - ● 신분당선 강남역~신사역 구간이 개통되었다.

### 6월
- 6월 30일 - 중앙선 단양역 ~ 영주역 복선 구간이 개통되었다.

### 7월
- 7월 14일 -  인천공항 자기부상철도가 운행이 중단되었다.
- 7월 28일 - 중앙선 영주역 ~ 안동역 복선 구간이 개통되었다.
- 7월 31일 - 강릉선 KTX의 덕소역이 추가 정차되었다. 다만, 금요일부터 일요일 사이에만 운행하는 청량리발 KTX 편성에 한해 정차한다.

### 12월
- 12월 2일 - 폐역이었던 경주역이 문화공간 '경주문화관1918'로 개장되었다.
- 12월 17일 - ● 수도권 전철 경의·중앙선 운천역이 개통되었다.